# Gabriel del Mazo
Gabriel del Mazo (Buenos Aires, 4 de noviembre de 1893-ibidem, 9 de marzo de 1969) fue un dirigente estudiantil reformista, ingeniero, político y parlamentario radical argentino.

## Trayectoria

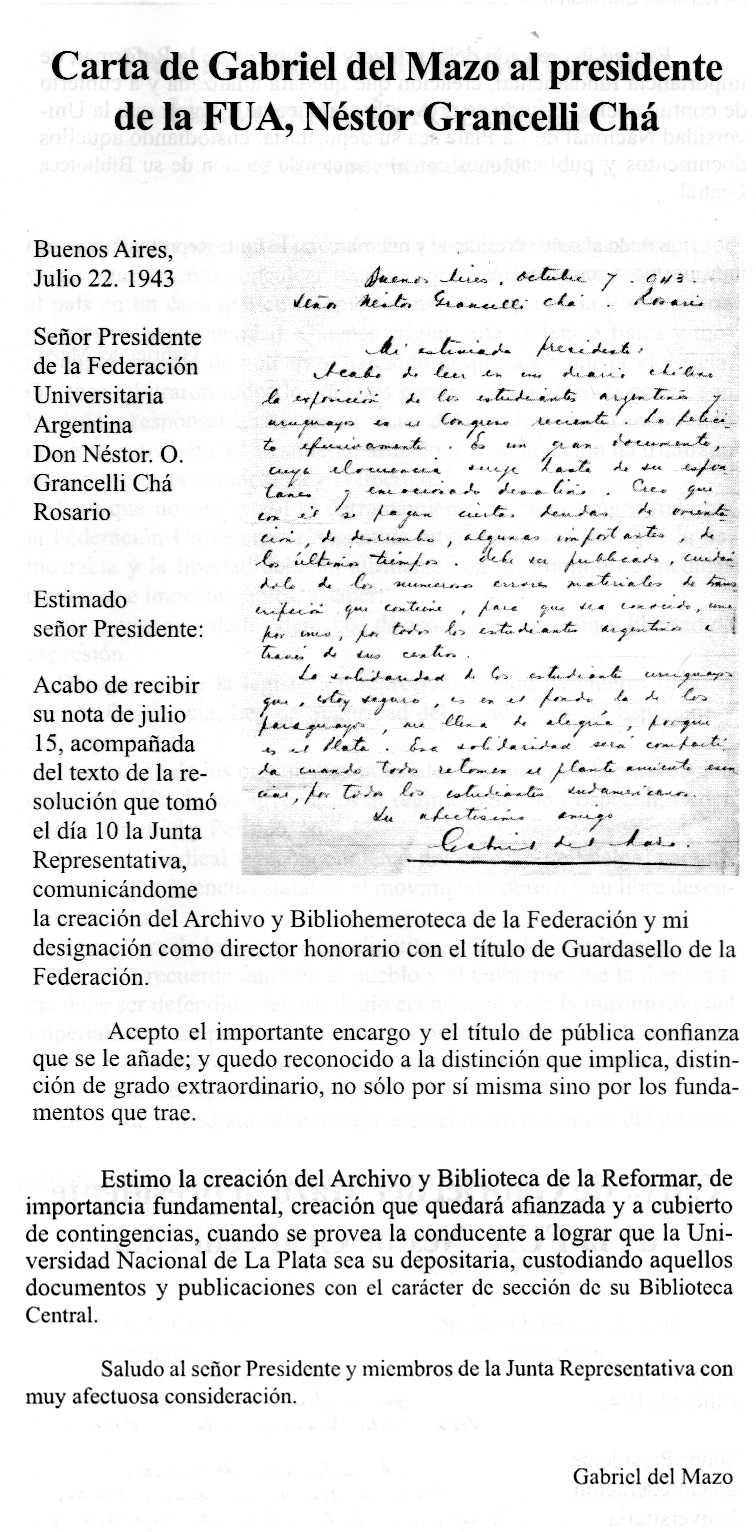
Carta de Gabriel del Mazo (22 de julio de 1943) al presidente de la FUA, Néxtor Grancelli Cha.

Presidió la FUA (Federación Universitaria Argentina) en 1920 en la Universidad Nacional de La Plata. Miembro de la Unión Cívica Radical, formó parte del sector yrigoyenista. Fue en junio de 1935 uno de los fundadores de FORJA (Fuerza Orientadora Radical de la Joven Argentina) de la que se separó en 1940 por la negativa de esta organización a incorporar a personas no afiliadas a la UCR y por su neutralidad en la Segunda Guerra Mundial (1939-1945, se acerca a F.O.R.J.A, de la que fue consejero durante la presidencia de Luis Dellepiane. Renuncia a F.O.R.J.A. en setiembre de 1940, al eliminarse la obligatoriedad de estar afiliado al Radicalismo para integrarla.
Del Mazo al fundar FORJA, acompañando a Luis Dellepiane, Atilio García Mellid, Arturo Jauretche, Homero Manzi entre otros, sostuvo en la declaración fundacional: “Somos una Argentina colonial, queremos ser una Argentina libre".
En 1946 fue elegido diputado nacional por la Unión Cívica Radical integrando el Bloque de los 44. Al contrario de algunos de sus compañeros radicales no participó en el atentado terrorista del 15 de abril de 1953 en Plaza de Mayo, como sus compañeros radicales Roque Carranza y otros.En octubre de 1955 sería detenido por el régimen de Eduardo Lonardi permaneciendo preso un mes.
En 1956, al dividirse la Unión Cívica Radical, Del Mazo se sumó a la Unión Cívica Radical Intransigente dirigida por Arturo Frondizi, quien lo nombra ministro de Defensa en 1958 (sucedido por Justo Policarpo Villar), y luego embajador argentino en Uruguay. Durante esta época la relación del estudiantado universitario con Arturo Frondizi entró en conflicto con su gobierno cuando este otorgó privilegios y autorizó la creación de Universidades confesionales y debido a la fuerte oposición a la aplicación del Plan Conintes utilizado por el presidente Frondizi para recurrir a las Fuerzas Armadas en la represión de las huelgas y protestas obreras, las movilizaciones estudiantiles, durante el cual miles de personas fueron detenidas y condenadas en juicios sumarios realizados por consejos militares de guerra y sometidos sistemáticamente a torturas. En el mismo marco, decenas de miles de trabajadores incorporados forzadamente al servicio militar y puestos bajo el mando de las fuerzas armadas. También fueron intervenidos sindicatos y clausurados locales partidarios.Durante la presidencia del radical Arturo Frondizi se llevó adelante El Plan Conintes fue utilizado por Frondizi para recurrir a las Fuerzas Armadas en la represión de las huelgas y protestas obreras, las movilizaciones estudiantiles y ciudadanas.El plan se enmarcaba en una doctrina de seguridad nacional que veía a la sociedad como un potencial enemigo, especialmente a través de la identificación de "terroristas", "subversivos" o "infiltrados comunistas". 
En noviembre de 1964 fue el presidente de la UCRI cuando el grupo de Frondizi decidió alejarse del partido que había fundado, para poco después crear el Movimiento de Integración y Desarrollo; en esa época, Del Mazo respondía a la línea interna de Oscar Alende.

## Publicaciones
- 1940: «Significación argentina de Yrigoyen», en Cuadernos de FORJA
- 1946: Estudiantes y gobierno universitario. Buenos Aires: El Ateneo.
- 1950: Reforma universitaria y cultura nacional, prólogo de Luis Alberto Sánchez. Buenos Aires: Raigal.
- 1951: El radicalismo. Ensayos sobre su historia y doctrina. Buenos Aires: Raigal.
- 1951: Historia y doctrina del radicalismo. Buenos Aires: Raigal.
- 1954: Leandro Alem. Autonomismo y centralismo”. Buenos Aires: Raigal.
- 1955: El radicalismo. Notas sobre su historia y doctrina (1922-1952). Buenos Aires: Raigal.
- 1957: La reforma universitaria y la universidad latinoamericana (en tres tomos). Buenos Aires: Compañía Editora y Distribuidora de Plata.[9]
- 1957: El radicalismo. El movimiento de Intrasigencia y Renovación (1945-1957). Buenos Aires: Gure.
- 1957: Síntesis explicativa del movimiento argentino y americano de la Reforma Universitaria (conferencia). La Plata: Centro de Estudiantes de Derecho.
- 1966: La universidad latinoamericana y las exigencias de la nueva época. Cumaná: Universidad de Oriente.
- 1968: La reforma universitaria (en dos tomos).
- 1976: Historia del radicalismo (en cinco tomos). Buenos Aires: Cardón.
- 1976: Primer gobierno de Hipólito Yrigoyen. Buenos Aires: CEAL.
- 1976: Segundo gobierno de Hipólito Yrigoyen. Buenos Aires: CEAL.
- 1976: Gabriel del Mazo: vida de un político argentino. Convocatoria de recuerdos (memorias, autobiografía). Buenos Aires: Plus Ultra.
- 1990: La primera presidencia de Yrigoyen. Buenos Aires: Ediciones de la Flor.